# Véronique Durenne
Pour les articles homonymes, voir Durenne.
Véronique Durenne, épouse Renard, née le 8 mars 1969 à Tournai est une femme politique belge wallonne, membre du MR.

## Parcours
Dès sa première participation à un scrutin communal, Véronique Durenne a été élue Échevine de la Petite enfance, de l'Enseignement et de la Culture de Celles (Hainaut). Elle occupera cette fonction de 2006 à 2012. Les élections de 2012 la verront endosser les habits de Bourgmestre de Celles.  
Deux ans plus tard, en 2014, Véronique Durenne est élue Députée wallonne et de la Fédération Wallonie-Bruxelles. Elle devient ipso facto bourgmestre empêchée de son entité de Celles. Durant ce lustre à Namur, elle s'est notamment intéressée au dossier de la réforme des allocations familiales. "Suite à la sixième réforme de l’État, la compétence a été pleinement régionalisée à partir du 1er janvier 2019, la Région wallonne devenant dès lors responsable en matière de paiement de ces allocations, explique-t-elle dans son rapport d'activités 2014-19. Soucieuse du bien-être et de la dignité, aussi bien des enfants que de leurs parents, j’ai, à plusieurs reprises, relayé les inquiétudes et les attentes de ces derniers auprès de la Ministre Greoli, au travers de différentes questions écrites et orales. J’ai notamment pu interroger la Ministre sur les montants de ces allocations, les échéances de paiement, ou je me suis encore inquiétée des différences de montants, puisque, comme j’aime le répéter: "un enfant égale un enfant"»
Ce double mandat régional-communautaire, elle a prolongé à la suite des élections du 26 mai 2019 (lors desquelles elle était 1ère suppléante sur la liste MR de l'arrondissement Tournai-Ath-Mouscron) et au désistement d'Alice Leeuwerck, la bourgmestre de Comines-Warneton.  
Les élections d'octobre 2018 ont vu Véronique Durenne réaliser le deuxième score de sa liste et devenir conseillère communale de Celles, respectant ipso facto les règles en matière de décumul des mandats..  
Véronique Durenne est également devenue Sénatrice le 4 juillet 2019. Dans la Haute Assemblée, la citoyenne de Celles fait partie de la commission du Renouveau démocratique et de la citoyenneté, ainsi que du comité d'avis pour l'égalité entre les femmes et les hommes.   
Pharmacienne de formation, Véronique Durenne n'avait pas vocation à devenir femme politique. Néanmoins, c'est aussi un défi qu'elle s'est lancée à elle-même. "J’ai dû tout apprendre du fonctionnement d’une commune, d’un conseil communal et d’un collège, raconte-t-elle. Cela n’a pas été évident de tout concilier : pharmacie, échevinat et vie de famille. Mais grâce au soutien des miens, j’y suis parvenue et surtout, j’y ai pris goût." 
En tant que députée mais aussi comme Sénatrice, Véronique Durenne s'attache principalement à travailler dans des domaines qui lui sont proches: l'Enfance, la Jeunesse, la Culture, l'Agriculture et le milieu rural. Sans oublier, inévitablement, la Santé. Elle a d'ailleurs cosigné une proposition de résolution prônant une meilleure couverture vaccinale en Belgique.    
Sa fille, Héloïse Renard, suit ses pas en devenant présidente du CPAS de Tournai à 24 ans, en décembre 2024.    

## Fonctions politiques
- Échevine de Celles (Hainaut) de 2006 à 2012.
- Bourgmestre de Celles (Hainaut) de 2012 à 2018 (fonctions déléguées au Premier Echevin à partir de juin 2014).
- Conseillère communale depuis 2018.
- Députée au Parlement de Wallonie et au Parlement de la Fédération Wallonie-Bruxelles depuis le 17 juin 2014.
- Sénatrice depuis le 4 juillet 2019.

## Décoration
- Chevalier de l'ordre de Léopold (2024)[8].